# أليساندرو موربيديلي
أليساندرو موربيديلي (بالإيطالية: Alessandro Morbidelli)‏ هو لاعب كرة قدم إيطالي في مركز الهجوم، ولد في 31 مارس 1989 في روما في إيطاليا. لعب مع SSD Pomezia Calcio ‏.